# La Péniche
La Péniche est un journal étudiant de l'Institut d'études politiques de Paris. Fondé en 2006, celui-ci est nommé en référence au hall de Sciences Po Paris en forme de péniche, qualifié de « mythique » par Le Monde. Axé sur les actualités de la vie étudiante, celui-ci traite en outre des éléments relatifs à l'actualité politique, internationale et culturelle. La Péniche compte un nombre annuel de 120 000 visiteurs par an. Elle est selon Mediapart « l'un de plus importants webjournaux étudiants français »".

## Histoire
Le journal a été fondé en 2006 par des étudiants de Sciences Po. Son premier article a été publié le 5 septembre 2006. Il s'agit d'un journal en ligne.
Les créateurs du site ont pour ambition d'axer leurs articles sur Sciences Po, car le site « a vocation à mettre en valeur la diversité de la communauté des Sciences Po ». Il a pour projet de mettre principalement en valeur six types de contenu : « des interviews de responsables associatifs, de responsables syndicaux, de représentants de la direction ; des rencontres avec des projets collectifs ; des articles de fonds sur les événements importants de l’année universitaire ; des critiques d’ouvrages publiés par des professeurs de Sciences Po ; des comptes-rendus des conférences organisées à Sciences Po ; des messages de nos camarades retenus pendant un ou deux semestres à l’étranger ».
En 2015, lors de la création de l'association « Front National Sciences Po », La Péniche est la source d'informations de plusieurs médias, dont BFM TV, CNews et 20 Minutes.

## Ligne éditoriale
Le journal a pour but de rendre compte de la vie étudiante de Sciences Po dans sa globalité.

## Rubriques

### Vie étudiante
Le journal couvre les évènements de la vie étudiante de Sciences Po Paris, notamment les conférences et les évènements institutionnels qui ont lieu au 27, rue Saint-Guillaume.

### Hors les murs
La rubrique hors les murs est un espace qui permet aux journalistes d'appliquer à l'actualité ou à des expériences professionnelles les connaissances qu'ils apprennent à l'université.

### Le mag'
La rubrique Le mag' a pour objet le suivi, par les journalistes, de la vie culturelle. Les auteurs sont particulièrement actifs en matière de cinéma, et s'est développée dans le journal une tradition critique.
En 2014, des élèves mettent en place une chronique cinématographique, La chronique Ciné. Abandonnée la même année, elle est réveillée en 2024 sous le nom du Smash ou pass cinéma, chronique réalisée en partenariat avec le ciné-club 27 Millimètres.
En matière littéraire, les journalistes réalisent aussi de nombreuses interviews. C'est le cas de François-Henri Désérable et de David Foenkinos en 2022,

### Tribune
Les élèves de Sciences Po trouvent dans cette rubrique un espace pour développer des idées politiques, liées à des sujets d'actualité concernant ou non l'Institut d'Études Politiques.

## Contributeurs notables
- Mathilde Saliou, journaliste et écrivaine[17],
- Pierre Sautreuil, journaliste et écrivain,
- Elie de Gourcuff, galeriste,
- Lucas Minisini, journaliste au Monde,
- Léandre Mandard, historien,
- Chloé Rochereuil, réalisatrice,
- Samuel Belfond, critique d’art,
- Clara Wright, journaliste,
- Rodrigue Diaz-Romero, directeur de cabinet,
- Roxane Florin, réalisatrice,
- Mathilde Tarif, politologue,
- Anna Klarsfeld, rabbine,
- Clémence Fulleda, journaliste,
- Diane Karcher-Mourgues, journaliste,
- Grégoire Molle, journaliste,
- Louise Silverio, scénariste.